# Ein Herz, ein Sinn
Ein Herz, ein Sinn ist eine Polka mazur von Johann Strauss (Sohn) (op. 323). Das Werk wurde am 11. Februar 1868 im Redouten-Saal der Wiener Hofburg erstmals aufgeführt.

## Einzelnachweis
1. ↑  Quelle: Englische Version des Booklets (Seite 58) in der 52 CDs umfassenden Gesamtausgabe der Orchesterwerke von Johann Strauß (Sohn), Hrsg. Naxos (Label). Das Werk ist als fünfter Titel auf der 20. CD zu hören.